# Stammliste der Jagiellonen
Dieser Artikel enthält eine Stammliste der Jagiellonen, Könige von Polen, Ungarn, Kroatien, Böhmen und Großfürsten von Litauen, benannt nach Großfürst Jogaila (poln. Jagiełło), der dem Haus des Gediminas entstammte. Die Jagiellonen starben in männlicher Linie mit Sigismund II. August aus.

## Stammliste
1. Władysław II. Jagiełło (Jogaila; um 1351–1434), Großfürst von Litauen 1377–1381 und 1382–1392, König von Polen 1386–1434; ⚭ (I) 1386 Hedwig von Anjou (1373–1399), ⚭  (II) 1402 Anna von Cilli (1386–1416), ⚭  (III) 1417 Elisabeth von Pilitza (1372–1420), ⚭  (IIII) 1422 Sophie Holszańska (1405–1461)
  1. Elzbieta Bonfacia (1399)
  2. Jadwiga (1408–1431), verlobt mit Friedrich von Brandenburg
  3. Władysław III. (1424–1444), König von Polen 1434–1444, König von Ungarn 1440–1444
  4. Kasimir (1426–1427)
  5. Kasimir II. (1427–1492), Großfürst von Litauen 1440–1492, König von Polen 1446–1492 ⚭ 1454 Elisabeth von Habsburg (1437–1505), Tochter von Albrecht II. (HRR) (1397–1439) 
    1. Vladislav II. (Böhmen und Ungarn) (1456–1516), König von Böhmen 1471–1516, König von Ungarn 1490–1516, König von Kroatien 1490–1516 ⚭ (I) 1476 Barbara von Brandenburg (1464–1515), ⚭ (II) 1490 Beatrix von Aragón (1457–1508), ⚭ (III) 1502 Anne de Foix-Candale (1484–1506)
      1. Anna (1503–1547) ⚭ Ferdinand von Habsburg
      2. Ludwig II. (Böhmen und Ungarn) (1506–1526), König von Böhmen 1516–1526, König von Ungarn 1516–1526, König von Kroatien 1516–1526 ⚭ 1522 Maria von Kastilien (1505–1558), Tochter von König Philipp I. (Kastilien) (1478–1506)

    2. Hedwig Jagiellonica (1457–1502) ⚭ 1475 Georg (Bayern)
    3. Kasimir von Polen (1458–1484), Heiliger, Landespatron von Polen und Litauen
    4. Johann I. (Polen) (1459–1501), Großfürst von Litauen 1483–1492, König von Polen 1492–1501, Herzog von Glogau 1490–1498
    5. Alexander (Polen) (1461–1506), Großfürst von Litauen 1492–1501, König von Polen 1501–1506 ⚭ 1495 Jelena (1476–1513), Tochter von Wassili III. von Moskau
    6. Sofia Jagiellonka (1464–1512) ⚭ 1479 Friedrich II. (Brandenburg-Ansbach-Kulmbach)
    7. Elisabeth (1456–1466)
    8. Sigismund (1467–1548), Großfürst von Litauen 1506–1544, König von Polen 1506–1548, Herzog von Glogau 1498–1506, Herzog von Oppeln 1501–1506 ⚭ (I) 1512 Barbara Zápolya (1495–1515), ⚭ (II) 1518 Bona Sforza (1494–1557)
      1. Jadwiga (1513–1573) ⚭ 1535 Joachim II. (Brandenburg)
      2. Anna (1515–1520)
      3. Isabella Jagiellonica (1519–1559) ⚭ 1539 Johann Zápolya von Ungarn
      4. Sigismund II. August (1520–1572), Großfürst von Litauen 1544–1569, König von Polen 1548–1572 ⚭ (I) 1543 Elisabeth von Österreich (1526–1545), ⚭ (II) 1547 Barbara Radziwiłł (1520–1551), ⚭ (III) 1553 Katharina von Österreich (1533–1572)
        - ohne legitime Nachkommen, Polen-Litauen fällt an Heinrich III. (Frankreich)

      5. Sophia Jagiellonica (1522–1575) ⚭ 1556 Heinrich II. (Braunschweig-Wolfenbüttel)
      6. Anna Jagiellonica (1523–1596), Königin von Polen 1575 ⚭ 1576 Stephan Báthory
      7. Katharina Jagiellonica (1526–1583) ⚭ 1562 Johann III. (Schweden) → siehe auch Stammliste der Wasa
      8. Albrecht (1527)
      9. (ill.) Jan
      10. (ill.) Regina
      11. (ill.) Katharina

    9. Friedrich Jagiello (1468–1503), Bischof von Krakau 1488, Erzbischof von Gnesen und Kardinal 1493
    10. Elisabeth (1472–1480/81)
    11. Anna Jagiellonica (1476–1503) ⚭ 1491 Herzog Bogislaw X. von Pommern (1454–1523)
    12. Barbara von Polen (1478–1534) ⚭ 1496 Georg von Sachsen (1471–1539)
    13. Elisabeth Jagiellonica (1482–1517) ⚭ 1515 Friedrich II. von Schlesien-Liegnitz (1480–1547)